# 王一倫
王一倫は、中華人民共和国の政治家。旧名は彝倫、黄華、胡笳。
1912年、遼寧省瀋陽市に生まれる。1933年、当時北平市に遷っていた東北大学に入学、1935年の華北事変を経て学生運動家として頭角を現し一二・九運動の著名な指導者の一人となった。1936年6月、学生自治会の主席に選ばれ、翌7月には中国共産党に加入した。1937年、日中戦争が勃発するや直ちに前線へと赴き、1945年までの間に、磁県・黎城県・賛皇県の中共県委員会書記、決死隊第三縦隊の書記・政治委員、太行区第三地区委員会書記、太行区第三軍分区政治委員などを務めている。
第二次国共内戦期には東北に派遣され、瀋陽市委員会副書記、遼寧省保安部隊第三旅政治委員、瀋陽市保安司令部政治委員、安東省委員会委員、遼東第三地区委員会書記兼第三軍分区政治委員、東北行政委員会民政部副部長を歴任。国民党占領区の後方に革命根拠地を築き、中央南満分局書記であった陳雲には、「敵の後背に灯る一つの明かり」だと賞賛された。
人民共和国の成立後、1949年7月から1953年1月までハルビン市委員会副書記・市長・統一戦線部長を兼ね、ハルビンの復興と発展、三反五反運動の推進に尽力。朝鮮戦争に参戦した中国人民志願軍の需要に応え、ハルビンは大量の軍需物資と人的資源を前線に提供した。松江省委員会副書記兼統一戦線部長、黒竜江省委員会副書記兼組織部長、黒竜江省委員会書記、副省長を歴任したが、文化大革命期には走資派として槍玉に上げられ、迫害を受けた。1972年11月に名誉回復、黒竜江省革命委員会書記として復帰。その後は黒竜江省委員会書記、省紀律検査委員会書記、政治協商会議黒竜江省委員会副主席、同主席を務め、1988年8月、ハルビンにて死去した。
中共全国代表大会第八、十三回代表、全国人民代表大会第一、二、五期代表。